# 玉造 (成田市)
玉造（たまつくり）は、千葉県成田市の町丁。現行行政地名は玉造一丁目から玉造七丁目。郵便番号286-0011。

## 地理
北は松崎、東は山口、南東は米野、南は中台、吾妻、南西は船形、西は八代に隣接している。

### 地価
住宅地の地価は、2014年（平成26年）1月1日の公示地価によれば、玉造7丁目10番12の地点で7万7600円/m2となっている。

## 歴史
- 1971年（昭和46年）2月5日 - 大字松崎、大字八代の一部が分離し、大字玉造となる[5]。

## 世帯数と人口
2017年（平成29年）10月31日現在の世帯数と人口は以下の通りである。
| 丁目       | 世帯数    | 人口    |
| ---------- | --------- | ------- |
| 玉造一丁目 | 330世帯   | 935人   |
| 玉造二丁目 | 421世帯   | 1,151人 |
| 玉造三丁目 | 478世帯   | 778人   |
| 玉造四丁目 | 368世帯   | 883人   |
| 玉造五丁目 | 323世帯   | 798人   |
| 玉造六丁目 | 461世帯   | 1,310人 |
| 玉造七丁目 | 569世帯   | 1,295人 |
| 計         | 2,950世帯 | 7,150人 |

## 小・中学校の学区
市立小・中学校に通う場合、学区は以下の通りとなる。
| 地域       | 小学校               | 中学校             |
| ---------- | -------------------- | ------------------ |
| 玉造一丁目 | 成田市立玉造小学校   | 成田市立玉造中学校 |
| 玉造二丁目 | 成田市立玉造小学校   | 成田市立玉造中学校 |
| 玉造三丁目 | 成田市立玉造小学校   | 成田市立玉造中学校 |
| 玉造四丁目 | 成田市立玉造小学校   | 成田市立玉造中学校 |
| 玉造五丁目 | 成田市立神宮寺小学校 | 成田市立玉造中学校 |
| 玉造六丁目 | 成田市立神宮寺小学校 | 成田市立玉造中学校 |
| 玉造七丁目 | 成田市立神宮寺小学校 | 成田市立玉造中学校 |

## 施設

### 一丁目
- 成田学園
- 玉造幼稚園
- 学校給食センター
- 玉造一丁目町内会集会所
- 町山街区公園

### 二丁目
- 外小代公園
- 花内街区公園

### 三丁目
- 成田市立玉造小学校
- 成田市立玉造中学校
- 玉造保育園
- 成田玉造郵便局
- 宝徳寺観音堂

### 四丁目
- 戸崎公園
- 後原街区公園

### 五丁目
- 成田市立神宮寺小学校
- 千葉県立成田北高等学校
- 玉造街区公園
- 堤戸街区公園

### 六丁目
- 新山街区公園

### 七丁目
- 玉造公民館
- 成田市立図書館分館
- 神宮寺公園
- 八代街区公園

## 交通

### 鉄道
地内に鉄道は通っていない。松崎にある京成電鉄成田空港線の成田湯川駅が利用できる。

### 道路
- 主要地方道
  - 千葉県道18号成田安食線